# 最後の雨 (ユン・サンヒョンの曲)

最後の雨（さいごのあめ）は、ユン・サンヒョンのデビューシングルである。

## 収録曲
1. 最後の雨
  - 作詞：夏目純、作曲：都志見隆、編曲：中西亮輔
2. このまま気持ちさえ告げずに
  - 作詞・作曲：都志見隆、編曲：中野定博
3. Never Ending Story（韓国語）
  - 作詞・作曲：キム・テウォン、編曲：中野定博
4. 最後の雨（Instrumental）
5. このまま気持ちさえ告げずに（Instrumental）
6. Never Ending Story（Instrumental）

## 解説
1. 最後の雨
  - 1992年にリリースされた中西保志の同名曲のカバー。
  - 2010年4月24日放送開始LaLaTV　邦題：僕の妻はスーパーウーマン　エンディングイメージソング。
  - 歌手を目指しコーラスのアルバイト時代より永年歌い続けていた曲。
2. このまま気持ちさえ告げずに
  - ROYCE’ロイズコンフェクト　生チョコレート　CMソング。
3. Never Ending Story（韓国語）
  - 邦題：僕の妻はスーパーウーマン挿入曲。韓国ROCKグループ復活の同名曲のカバー。
  - ドラマが放送後　各種ランキング1位を獲得するなど一躍時の人となり、同曲の歌唱がきっかけで日本歌手デビュー。